# Альп Кюлюг Більге-каган
Альп Кюлюг Більге-каган (д/н — 839) — 12-й каган уйгурів у 832—839 роках.

## Життєпис
Походив з династії Едіз. Син Кучлуг Більге-кагана. Уйгурське ім'я — Ху, в китайських джерелах відомий як Чжансінь. Від свого батька отримав титул тегіна (в китайському варіанті Ху Телей).
У 832 році внаслідок заколоту повалив свого стрийка — Касар-кагана, прийнявши ім'я Ай Тенгріде Кут-Болміш Альп Кюлюг Більге-каган («Помазаний Аєм [богом Місяця], мужній, славетний, мудрий каган»). Фактично визнав незалежність Киргизького каганату. 835 року відправив свою дружину Тайхе на чолі посольства до танського імператора Вень-цзуна.
Мирна політика з імперією Тан викликала широке невдоволення. 839 року повстання підняв согдієць-маніхей Ань Юньхе і уйгур Чай Лей. Каганові вдалося завдати їм поразки, захопити й стратити. Але невдовзі повстав Кюлюг-бег, на бік якого перейшов Чісінь, вождь шато. Альп Кюлюг Більге-каган опинився обложеним в столиці Орду-Балик. Розуміючи свою поразку, каган наклав на себе руки. Новим правителем став Кюлюг-бег-каган.